# Thierry Braillard
Pour les articles homonymes, voir Braillard.
Thierry Braillard, né le 24 janvier 1964 à Bron (Rhône), est un avocat et un homme politique français. Député de la 1re circonscription du Rhône à partir du 17 juin 2012, il est secrétaire d'État chargé des Sports entre le 9 avril 2014 et le 10 mai 2017. Il renonce à se présenter pour un nouveau mandat en 2017 et reprend son activité d'avocat au barreau de Lyon. Il est l'actuel président de la Fondation du sport français, depuis le 16 avril 2020.

## Études
Titulaire d'une maîtrise universitaire de droit privé obtenue à l'université Lyon 3, Thierry Braillard est également diplômé de Institut d'études politiques de Lyon.

## Carrière professionnelle
En mars 1986, Il devient assistant parlementaire du député de l’Ain, Dominique Saint-Pierre, durant deux années[réf. souhaitée]. En 1989, il est chargé de mission auprès du secrétaire d'État chargé des collectivités territoriales, puis chef adjoint de cabinet du ministre du Tourisme (Jean-Michel Baylet) en 1990.
Enseignant le droit du travail à l'Institut d'administration des entreprises de Lyon ainsi qu'à l'Institut d'études politiques de Lyon, il devient avocat au barreau de Lyon en 1991, spécialisé en droit social et droit du sport.
S'étant mis en retrait de la vie publique, il redevient avocat au barreau de Lyon à compter du 31 mai 2017 au sein de son propre cabinet « Thierry Braillard et Associés ».
En juin 2020, il défend l'athlète olympique Éloyse Lesueur dans un conflit opposant la sauteuse à la Fédération française d'athlétisme. En juin 2023, il défend le footballeur Farès Bahlouli qui fait condamner son ancien club, le LOSC, pour harcèlement moral.

## Carrière politique

### Au sein des Radicaux
Thierry Braillard adhère au Mouvement des radicaux de gauche (MRG) en octobre 1981 et devient le président national du Mouvement des Jeunes radicaux de gauche (MJRG) en 1987.

### Élu local
En mars 1989, il est candidat aux élections municipales à Lyon, dans le 9e arrondissement, sur la liste menée par Gérard Collomb, sans être élu.
Thierry Braillard est élu pour la première fois au conseil municipal de Lyon et à la communauté urbaine de Lyon en juin 1995.
En octobre 1997, il devient conseiller régional Rhône-Alpes à la suite de la démission de Jacky Darne. Il est réélu conseiller régional en mars 1998 puis en mars 2004.
À partir d'avril 2001, Thierry Braillard occupe au conseil municipal de Lyon la fonction de maire-adjoint de Lyon chargé du sport et à la communauté urbaine de Lyon, la fonction de vice-président chargé des pôles de commerce et de loisirs. Il est réélu sur la liste de Gérard Collomb à ce titre en avril 2008.
De 2004 à 2012, il est vice-président du Conseil régional de Rhône-Alpes chargé de l'Administration générale et du projet de déménagement de la Région à Lyon - Confluence. Réélu en 2010 sur la liste de Jean-Jack Queyranne, il est conseiller spécial aux technologies de l’information et de la communication, et au projet Confluence puis chargé de la mise en place du Comité régional consultatif sur la laïcité.
Après les élections municipales des 23 et 30 mars 2014, il est réélu dans le 7e arrondissement de Lyon et devient adjoint au maire chargé du tourisme.
Nommé secrétaire d'État chargé des Sports en avril 2014, il démissionne de l'exécutif de la ville de Lyon pour redevenir conseiller municipal, qu'il reste jusqu'en juin 2020.

### Député du Rhône
En mars 1993, il est candidat aux législatives dans la 1re circonscription du Rhône soutenu par le Parti socialiste et le Mouvement des Radicaux de Gauche, sans être élu.
En 2012, avec le soutien national du PRG, de Gérard Collomb et de plusieurs élus socialistes locaux, il est candidat aux élections législatives dans la 1re circonscription du Rhône contre Philippe Meirieu, candidat EELV investi nationalement par le PS et face au député UMP sortant, Michel Havard.
Le 17 juin 2012, Thierry Braillard est élu député de la 1re circonscription du Rhône. Dans un premier temps, cette élection est menacée d'annulation à la suite de la saisine du Conseil constitutionnel par son rival Philippe Meirieu pour dénoncer l'utilisation par Thierry Braillard du logo du PS sur ses supports de campagne,. Le conseil constitutionnel décide le 20 novembre 2012 de rejeter la demande d'annulation de Philippe Meirieu,.
À l'Assemblée nationale, il siège au sein du groupe RRDP. Il est l'auteur d'une proposition de loi relative à la procédure prud'hommale en cas de prise d'acte de rupture qui a été adoptée en première lecture par l'Assemblée nationale en février 2014. Votée au Sénat, elle devient une loi du 1er juillet 2014.

### Secrétaire d'État chargé des Sports
Le 9 avril 2014, il est nommé secrétaire d'État chargé des Sports, dans le gouvernement Valls I, auprès de Najat Vallaud-Belkacem, ministre des Droits des femmes, de la Ville, de la Jeunesse et des Sports. Le 28 août 2014, lors de la formation du nouveau gouvernement dirigé par Manuel Valls, il est confirmé dans ses fonctions de secrétaire d'État chargé des sports auprès du nouveau ministre de la Ville, de la Jeunesse et des Sports, Patrick Kanner. Il l'est encore lors du remaniement du 11 février 2016 et lors de celui du 3 décembre 2016 au cours duquel Bernard Cazeneuve devient Premier Ministre. Durant son mandat, il est à l'origine de trois lois : celle du 27 novembre 2015 sur le statut du sportif, la loi du 10 mai 2016 sur le supportérisme et la loi du 1er mars 2017 sur l'éthique et la compétitivité du sport professionnel. Il est également à l'origine du Pacte de performance qui permet aux entreprises de soutenir un sportif de haut niveau.

### Élection présidentielle de 2017
Il soutient le candidat En marche ! Emmanuel Macron pour l'élection présidentielle de 2017 alors que son parti est, conformément aux engagements de la primaire de gauche, derrière Benoît Hamon. Il commence ensuite sa campagne pour les élections législatives dans le but d'être réélu député mais se voit finalement opposer un candidat La République en marche !. Il critique alors le « non-respect de la parole donnée » de Gérard Collomb et annonce son retrait de la vie politique. Il redevient alors avocat. Il a été nommé chevalier dans l'ordre national de la Légion d'honneur par décret du 31 décembre 2020.

### Élections municipales de 2026
En retrait de la vie politique, il confirme en 2025 son intérêt pour les élections municipales de 2026 à Lyon, prétendant être le mieux placé pour « refaire du Collomb ».

## Fondation du sport Français
Le 16 avril 2020, il succède à Edwige Avice à la Présidence de la Fondation du sport Français. En mai 2020, il est l'instigateur de l'opération « Soutiens ton club », soutenue par le CNOSF (Comité National Olympique et Sportif Français) et CPSF (Comité Paralympique et Sportif Français).

## Carrière d'écrivain
Il publie le 8 septembre 2020 son premier roman Le Dilemme national (Vérone Éditions - 250 p). L'histoire d'une provinciale esseulée, isolée, endettée et en proie à un déclassement qui s'enrôle au Rassemblement National. Un soir, elle tombe amoureuse de Ryan…

## Vie privée
Thierry Braillard est père de quatre enfants : deux garçons (Bastien et Sacha) et deux filles (Claudia et Alexandra). Divorcé, il s'est remarié en 2003 avec Sophie Jérôme.

## Distinctions et Fonctions
- Chevalier de la Légion d'honneur (31 décembre 2020)[16]
- Administrateur de la Banque Populaire Auvergne Rhône-Alpes depuis avril 2023[17].

## Autres fonctions
- Avocat au barreau de Lyon[2]
- Vice-président de la communauté urbaine de Lyon (Grand Lyon) chargé des pôles de loisirs et de commerce, de 2001 à 2007.
- Vice-président de la région Rhône-Alpes chargé de l'organisation générale, des relations extérieures et de la vie associative de 2004 à 2010.
- Vice-président national du Parti radical de gauche de 2008 à 2017.
- Président de la Fondation du sport français, depuis le 16 avril 2020 (en cours)[18].
- Administrateur de la Banque Populaire Auvergne Rhône-Alpes (BPAURA) depuis le 4 mai 2023.